# Andreas Huyssen
Andreas Huyssen (Alemanha, 1942) é um professor de língua alemã e literatura comparada na Columbia University.

## Trajetória acadêmica
É doutor em língua alemã e literatura pela University of Zürich, tendo sido docente da Universidade do Wisconsin-Milwaukee entre 1971 e 1986, ano em que ingressou na Columbia University. Nessa instituição, além de docente, também foi coordenador do Center for Comparative Literature and Society (1998-2003). Suas pesquisas variam temporalmente entre os séculos XVIII e XXI, com ênfase em áreas como: literatura alemã, modernismo e pós-modernismo, trauma, memória, cidades e globalização. Entre seus estudos, destacam-se as abordagens sobre as relações das cidades e das artes com a memória, as pensando como formas de compreensão de uma sensação de aceleração e desorientação do tempo. Nessa abordagem, além de suas análises sob a ideia do crescimento de movimentos e de consumos públicos da memória na década de 1980, se encontram suas considerações sobre a ideia de patrimônio, nostalgia e de ruínas no contexto do século XXI. Para o autor, a ideia de ruína, por exemplo, estaria ligada a uma materialização de uma promessa de futuro que não se concluiu e por isso estaria ligada a um sentimento nostálgico.

## Principais obras publicadas

### Nos Estados Unidos
- 1986: After the Great Divide: Modernism, Mass Culture, Postmodernism
- 1989: Modernity and the Text: Revisions of German Modernism
- 1995: Twilight Memories: Marking Time in a Culture of Amnesia
- 2003: Present Pasts: Urban Palimpsests and the Politics of Memory
- 2008: Other Cities, Other Worlds: Urban Imaginaries in a Globalizing World
- 2015: Miniature Metropolis: Literature in an Age of Photography and Film

### No Brasil
- 1997: Memórias do modernismo
- 2000: Seduzidos pela memória: arquitetura, monumentos, mídia
- 2014: Culturas do passado-presente: modernismos, artes visuais, políticas da memóriaReferências

1. ↑  MAURÍCIO 2009, p. 141.
2. ↑  MACHADO 2016.
3. ↑  HUYSSEN 2014.